# Fortschwihr
Fortschwihr – miejscowość i gmina we Francji, w regionie Grand Est, w departamencie Górny Ren.
Według danych na rok 1990 gminę zamieszkiwały 732 osoby, 153 os./km².